# 세르히오 바티스타
세르히오 다니엘 바티스타(스페인어: Sergio Daniel Batista, 1962년 11월 9일 ~ )는 전직 아르헨티나 출신의 축구 선수이자 현직 아르헨티나 출신의 축구 감독으로, 현역 시절 엘 체초(El Checho)라는 별명으로 불렸다.
그는 현역 시절 수비수로서 1986년 FIFA 월드컵과 1990년 FIFA 월드컵의 아르헨티나 국가대표 엔트리에 올라 월드컵 우승과 준우승을 모두 경험했으며, 감독으로서 2008년 하계 올림픽에 감독으로 출전하여 올림픽 금메달 리스트의 경험도 갖고 있다. 그는 2010년 FIFA 월드컵에서 디에고 마라도나가 이끌었던 아르헨티나가 부진한 성적을 거둔 뒤 마라도나의 후임 감독이 되었다. 2011년 코파아메리카 대회 직후 아르헨티나 축구협회가 아르헨티나 대표팀이 8강에서 탈락한 책임을 물어 바티스타를 경질했다.
바티스타는 리오넬 메시가 존경하는 스승으로도 유명하며, 아르헨티나를 대표하는 축구 선수 중 하나인 앙헬 디 마리아를 발굴해 낸 인물이기도 하다.

## 선수 경력
바티스타는 아르헨티노스 주니어스 유소년팀에서 축구 경력을 시작했다. 이후 프로 무대에 데뷔하여 1985년 메트로폴리타노와 코파 리베르타도레스에서 우승을 차지하였다. 1985년 그는 리버 플레이트로 이적하였고, 1989-90 시즌 팀이 리그 우승을 차지하는 데 크게 공헌하였다. 이후 그는 은퇴하기 전까지 아르헨티나의 CA 누에바 시카고와 올 보이스, 일본의 도스 퓨처스에서 활약하였다.
그는 아르헨티나 축구 국가대표팀의 일원으로 1986년 FIFA 월드컵에서 우승을 차지하였으며, 1990년 FIFA 월드컵에서는 결승전에 진출하였다.

## 지도자 경력
바티스타는 2000년 우루과이의 축구팀인 CA 베야 비스타에서 감독 경력을 시작하였다. 2001년 아르헨티노스 주니어스에서 2년을 보낸 뒤 타예레스에서 1년 동안 활약하였다. 2004년 잠시 아르헨티노스 주니어스로 복귀한 뒤, CA 누에바 시카고로 옮겨 1년 동안 팀의 감독직을 맡았다. 2005년부터 2006년까지는 CA 산로렌소의 오스카르 루헤리 밑에서 코치로 활동하였다.
2008년 하계 올림픽 당시 아르헨티나 올림픽 국가대표팀 감독으로 선임된 바티스타는 리오넬 메시, 앙헬 디 마리아, 하비에르 마스체라노 등의 호화로운 멤버들을 이끌고 올림픽에 출전했다. 바티스타가 지휘하는 아르헨티나는 코트디부아르, 오스트레일리아, 세르비아를 모두 이기고 8강에 진출했다. 조별리그에서 아르헨티나는 1실점에 지나지 않았다. 8강 상대는 네덜란드였는데 네덜란드와는 연장 혈투 끝에 디 마리아의 결승골로 준결승에 진출했다. 아르헨티나는 준결승에서 브라질을 3-0으로, 결승에서 나이지리아를 1-0으로 각각 연파하고 우승을 차지했다. 본선에서 역시 단 1실점으로 브라질과 나이지리아를 연파한 아르헨티나는 승부차기 없이 총합 11득점 2실점의 모든 경기 전승으로 우승을 차지했다. 바티스타가 이끌던 당시의 올림픽 대표팀의 전력은 그 멤버 그대로 월드컵에 출전해도 우승한다는 극찬을 받았다.
2010년 FIFA 월드컵에서 디에고 마라도나가 감독으로 있던 아르헨티나가 독일에게 0-4로 충격적인 완패를 당한 뒤 8강에서 탈락하자 마라도나의 후임으로 감독에 취임하였으며, 아일랜드와의 평가전에서 신승을 거둔 후 아르헨티나 독립 200주년 기념행사의 일환으로 스페인과 친선경기에서 4-1 완승을 거뒀다. 이로 인하여 바티스타의 신뢰는 높아졌으며, 메시를 비롯한 아르헨티나의 선수들은 바티스타가 2014년 FIFA 월드컵 이후까지 국가대표 감독을 담당하길 원했다.
그러나 2010년 10월 8일 일본과의 평가전에서 일격을 당하기도 했다. 그러나 이는 상당수의 선수들이 부상으로 출전이 어려운 상태였으며 리오넬 메시는 부상을 당함에도 불구하고 억지로 출전하여 제 기량을 발휘하기 힘든 상황이였기 때문에 가능한 것이다.
이후 2010년 11월 18일에는 아르헨티나의 라이벌 브라질을 상대로 신승을 거두었으며 2011년 2월 10일 크리스티아누 호날두의 포르투갈과의 평가전에서 명승부를 연출한 끝에 신승을 거두는 등 좋은 성적을 거두면서 아르헨티나 축구 국가대표팀의 정식 감독으로 임명되었다. 정식 감독으로 임명된 이후에는 국가대표 예비팀을 만들어서 원래 있던 국가대표 본팀과 국내파 위주로 편성한 국가대표 예비팀을 같이 운용하고 있다.
그러나 아르헨티나에서 개최된 2011년 코파 아메리카에서 우루과이를 상대로 승부차기까지 가는 접전을 벌였으나 양팀에서 나온 10명의 키커들 중에 카를로스 테베스혼자서만 실축하고 나머지 9명의 키커가 모두 성공하는 바람에 우루과이에 밀려 준결승 진출이 좌절되자 이에 대한 책임을 물어서 아르헨티나 축구 국가대표팀의 감독에서 전격 경질되었다. 경기내용 자체는 아르헨티나가 우루과이보다 훨씬 우세했지만 우루과이의 골키퍼인 페르난도 무슬레라가 20회 이상 유효슈팅을 선방하는 데에 성공한 탓에 승부차기까지 갔다. 그 후 아르헨티나에서는 그의 후임으로 알레한드로 사벨라를 선임하였다.
2012년 5월 30일 상하이 선화의 감독으로 부임하였다.

### 감독으로서의 우승 경력
| 년도 | 팀                       | 우승 대회               |
| ---- | ------------------------ | ----------------------- |
| 2008 | 아르헨티나 올림픽 대표팀 | 2008년 하계 올림픽 축구 |

## 기타
- 선수 시절에는 수염을 길렀으나 감독이 된 이후에는 선수시절 길렀던 수염을 말끔하게 면도했다.
- 현재 바티스타는 아르헨티나를 이끌고 있는데 아르헨티나 축구 국가대표 본팀[3]과 아르헨티나 축구 국가대표 예비팀[4]으로 나눠서 두 팀을 같이 운용한다. 바티스타는 이 두 팀을 따로 사용하기도 하지만 적절히 섞어서 사용하기도 한다. 스페인, 브라질, 포르투갈처럼 아르헨티나 축구 국가대표팀과 박빙의 역량을 낼 수 있는 팀은 본팀만으로 평가전을 치르고 미국처럼 아르헨티나 축구 국가대표팀보다 한 수 아래의 팀은 본팀과 예비팀을 적절히 섞어서 평가전을 치르며 폴란드처럼 아르헨티나의 입장에서 아예 상대가 안되는 약체는 예비팀으로만 평가전을 치른다.